# Babel (Film)
Babel ist ein Episodenfilm-Drama aus dem Jahr 2006 des mexikanischen Regisseurs Alejandro González Iñárritu, der zusammen mit seinem Landsmann, dem Drehbuchschreiber Guillermo Arriaga die Idee zum Film hatte. Nach Amores Perros aus dem Jahr 2000 und 21 Gramm (2003) bildet der Film den Abschluss einer Trilogie zum Thema Gewalt, Tod und menschliche Abgründe. Alle drei Handlungsstränge des Films und dadurch auch die Orte sind auf mehr oder weniger versteckte Weise miteinander verknüpft.

## Handlung
Marokko
Die beiden minderjährigen marokkanischen Brüder Ahmed und Yussef werden von ihrem Vater Abdullah beauftragt, die Ziegenherde der Familie zu hüten. In der Wüste experimentieren die beiden aber viel lieber mit dem mitgegebenen Winchester-M70-Jagdgewehr, mit dem sie die Herde vor Angriffen von Schakalen schützen sollen. Der Vater hat die Waffe seinem Nachbarn Hassan abgekauft, der sie einst von einem japanischen Jäger geschenkt bekommen hatte. Ahmed und Yussef wollen die Reichweite der Büchse austesten, mit der man sein Ziel angeblich aus drei Kilometer Entfernung treffen kann. Ohne die Konsequenzen zu bedenken, zielt Yussef, animiert von seinem älteren Bruder, auf einen weit unten im Tal herannahenden Bus, der westliche Touristen transportiert. Unter den Businsassen ist das US-amerikanische Ehepaar Richard und Susan, denen die Reise nach Nordafrika über den Verlust ihres jüngsten Kindes hinweghelfen sollte. Susan, die eine Trennung von ihrem Ehemann erwägt, weil dieser sie nach dem Tod des Kindes verlassen hatte, wird durch das Busfenster hindurch von Yussefs Gewehrkugel getroffen und lebensgefährlich verletzt. Vier Stunden vom nächsten Krankenhaus entfernt, steuert der Bus ein Dorf an, in dem sich der verzweifelte Richard per Telefon an die US-amerikanische Botschaft wendet und um Hilfe fleht. Da die Diplomaten jedoch von einem terroristischen Anschlag ausgehen, verzögert sich aus politischen Gründen das Eintreffen des einzigen Krankenwagens der Region. Richard muss zusehen, wie seine Frau von einem Tierarzt vor dem Verbluten gerettet und von einer alten Marokkanerin mit Hilfe von Drogen ruhiggestellt wird. Erst nach Stunden werden Richard und Susan mit dem Rettungshubschrauber in ein Stadtkrankenhaus in Casablanca geflogen, wo Susan die rettende medizinische Versorgung erhält.
Ahmed und Yussef erfahren von ihrem Vater, dass in dem Bus eine amerikanische Touristin getroffen wurde, die angeblich tot sei. Als Täter vermutet man zunächst Terroristen. In Angst verstecken die Kinder das Gewehr. Die marokkanische Polizei findet am Tatort Patronenhülsen und erfährt von dem als Besitzer der Waffe identifizierten Hassan, dass dieser die Waffe wenige Tage zuvor an Abdullah verkauft hat. Auf dem Weg zu ihm treffen die Polizisten auf Ahmed und Yussef, die sie zunächst in die Irre führen. Anschließend gestehen sie ihrem Vater das Vorgefallene. Der wütende Abdullah lässt sie das Gewehr holen und versucht, mit den Jungen zu einem Bekannten zu flüchten. Auf dem Weg treffen sie auf die Polizei, die sofort das Feuer eröffnet. Ahmed will fliehen und wird angeschossen, daraufhin ergreift Yussef das Gewehr und schießt einen Polizisten nieder. Nachdem Ahmed tödlich getroffen wird, stellt sich Yussef der Polizei und erklärt, er allein habe auf den Bus geschossen.
USA, Mexiko
Durch einen Telefonanruf ihrer langjährigen Arbeitgeber, Richard und Susan, erfährt die mexikanische Haushälterin Amelia im tausende Kilometer entfernten San Diego von den schicksalhaften Ereignissen. Zunächst sagt ihr Richard, dass sie zur Hochzeit ihres Sohnes am folgenden Tag gehen könne. Bei einem späteren Telefonat bittet er sie dann, weiterhin bei den daheim gebliebenen zwei Kindern des Ehepaares zu bleiben. Die Mexikanerin sucht jedoch nach einem Babysitter, um an den bevorstehenden Hochzeitsfeierlichkeiten ihres Sohnes im nahegelegenen Mexiko teilnehmen zu können. Als sich niemand in der Lage findet, die ihr anvertrauten Kinder zu übernehmen, beschließt Amelia, die beiden mit über die Grenze in ihr Heimatland zu nehmen.
Bei der Wiedereinreise in die USA legt sich Amelias hitzköpfiger und angetrunkener Neffe Santiago mit den ihn provozierenden US-amerikanischen Grenzbeamten an, denen es seltsam vorkommt, dass zwei amerikanische Kinder mit zwei Mexikanern in einem Fahrzeug unterwegs sind. Nachdem Amelia keine Vollmachtserklärung der Eltern vorweisen kann und der angetrunkene Santiago auch noch einen Alkoholtest machen soll, durchbricht er mit seinem Wagen den Grenzübergang in Richtung USA. Beim Versuch, die Grenzpolizei abzuhängen, verlässt er die Straße und lässt Amelia und die beiden Kinder allein in der kalifornischen Wüste zurück, um sie später wieder abzuholen.
Am nächsten Tag lässt Amelia die Kinder zurück, um Hilfe zu holen, und wird halb verdurstet und unter Tränen von der Polizei aufgegriffen und verhaftet. Es stellt sich heraus, dass sie illegal in den USA arbeitet. Nach ihrer Festnahme wird ihre Abschiebung eingeleitet. Während des Verhörs durch den Grenzbeamten erfährt Amelia, dass die Kinder in der Wüste gefunden wurden und am Leben sind.
Tokio
Parallel zu den beiden Ereignissen versucht in Tokio die junge Chieko den Selbstmord ihrer Mutter zu verarbeiten. Die Tochter des Geschäftsmannes und früheren Jägers Yasujiro, der vor Jahren bei einer Safari in Marokko sein Winchester-Gewehr zum Dank seinem einheimischen Jagdführer Hassan schenkte, ist nett, hübsch und gehörlos. Chieko scheint ihrem Vater eine Teilschuld am Tod ihrer Mutter zu geben und schottet sich förmlich von ihm ab. Zwar ist Yasujiro als alleinerziehender Vater bemüht, aber hoffnungslos überfordert, die Heranwachsende im Zaum zu halten. Die angeborene Kommunikationsbarriere scheint es Chieko zu erschweren, Kontakte zum anderen Geschlecht zu knüpfen, obwohl sie gleichzeitig heftig flirtet.
Die häufige Ablehnung gibt ihr das Gefühl, allein in ihrer eigenen Welt gefangen zu sein. Spaß sucht das Mädchen in Drogen, Alkohol und Partys in der mit Lärm, Musik und Stimmen erfüllten asiatischen Millionenmetropole. Zwar kann Chieko die ohrenbetäubende Musik in der Diskothek nicht hören, spürt aber die Bässe und taucht für einen kurzen Moment glücklich in der Menschenmenge unter, bis sie mit ansieht, wie ihre Freundin den von ihr umworbenen Jungen küsst. Wieder zu Hause, sucht sie weinend Nähe und Intimität bei einem Polizisten, der sie zuvor aufgesucht hatte, um ihren Vater nach seinem Gewehr zu befragen. Ihm sagte sie, dass ihre Mutter vom Balkon gesprungen sei (tatsächlich hatte sie sich jedoch erschossen). In der Schlussszene steht Chieko nackt auf dem Balkon ihres Wohnhochhauses und blickt in das Lichtermeer von Tokio. Ihr heimkehrender Vater tritt hinzu, und sie greifen sich an der Hand, frei von Vorwürfen und Schuldzuweisungen.

## Entstehungsgeschichte
Der mexikanische Regisseur Alejandro González Iñárritu beendete mit Babel seine Trilogie zum Thema Gewalt, Tod und menschliche Abgründe, die er mit seinem Spielfilmdebüt Amores Perros (2000) und seiner zweiten englischsprachigen Regiearbeit 21 Gramm (2003) begonnen hatte. Für die Produktion des Films konnte Iñárritu auf seine gewohnten Drehbuchautoren Guillermo Arriaga, Kameramann Rodrigo Prieto, Produktionsdesignerin Brigitte Broch und Filmkomponist Gustavo Santaolalla zurückgreifen. Arriaga, Prieto und Broch hatten an Amores Perros und 21 Gramm mitgewirkt, Santaolalla zusätzlich an Iñárritus Beitrag zum Episodenfilm 11′09″01 – September 11 (2002) über das Attentat auf das World Trade Center in New York am 11. September 2001.
Die Dreharbeiten für Babel fanden vom 2. Mai bis 1. Dezember 2005 an Original-Schauplätzen statt, darunter das japanische Ibaraki, der Club Womb in Tokio, die Umgebung von Ouarzazate in Marokko, Tijuana und die Sonora-Wüste in Mexiko. Neben renommierten Schauspielern wie der australischen Oscar-Preisträgerin Cate Blanchett, dem US-Amerikaner Brad Pitt und dem Mexikaner Gael García Bernal, der mit Amores Perros seinen Durchbruch feierte, wirkten auch Laiendarsteller an dem Film mit, so u. a. zahlreiche marokkanische Dorfbewohner. Das Filmskript orientiert sich an der biblischen Sage des Turmbaus zu Babel. Zur Strafe für die Vermessenheit der Bauherren, mit dem pyramidenförmigen Tempelturm von Babylon den Himmel bzw. Gott erreichen zu wollen, habe Gott die Menschen verwirrt und ihnen verschiedene Sprachen gegeben.  So finden sich in jedem der Handlungsstränge von Babel zwei Sprachen wieder – Arabisch und Englisch in Marokko, Englisch und Spanisch in Kalifornien und Nordmexiko, Japanisch und die Japanische Gebärdensprache in Tokio. Für den Filmschnitt waren die Filmeditoren Douglas Crise und Stephen Mirrione verantwortlich, die schon 2003 an 21 Gramm mitgearbeitet hatten. Wie bereits in den vorangegangenen Filmen Iñárritus werden die Geschichten nicht in chronologischer Reihenfolge erzählt. Die fragmentarischen Szenen werden dem Zuschauer zeitlich versetzt präsentiert.

## Rezeption
Babel feierte am 23. Mai 2006 auf den Filmfestspielen von Cannes Premiere. Alejandro González Iñárritus sechste Regiearbeit und dritter Langspielfilm wurde als moderne Parabel auf den biblischen Turmbau angekündigt und stand in der Gunst der Kritiker, die ihn als einen perfekten Film über kulturelle Codes und die Schwierigkeiten der (Völker-)Verständigung bewerteten. Die wenigen kritischen Stimmen beanstandeten, dass Iñárritu Babel mit einem zu versöhnlichen Ende ausgestattet habe und, im Gegensatz zu seinen Vorgängerfilmen Amores Perros und 21 Gramm, bei einigen seiner Figuren die letzte Stringenz vermissen lasse. Der Regisseur selbst sagte, er habe mit seinem Film „den Widerspruch zwischen dem Eindruck, dass die Welt durch all die Kommunikationswerkzeuge, die wir hätten, kleiner geworden wäre [erforschen wollen] und das Gefühl, dass die Menschen dennoch unfähig sind, sich selbst auf einem grundlegenden Niveau auszudrücken und untereinander zu kommunizieren“. „Ich versuchte zu zeigen, was mit uns momentan passiert. Wir sehen den ‚anderen‘ immer als abstrakt, so dass Anderssein heißt, gefährlich und nicht fähig zu sein, den anderen zu verstehen. Dies geschieht nicht nur von Land zu Land, sondern zwischen Vätern, Söhnen, Ehemännern […] Wir sind nicht mehr in der Lage, zuzuhören.“
Rüdiger Suchsland gegenüber äußerte der Regisseur: „Was uns allen als Menschen gemeinsam ist, ist der Schmerz.“
In den Vereinigten Staaten, wo der Film am 27. Oktober 2006 im Verleih der Paramount Pictures in ausgewählten Kinos startete, erhielt Babel von der Motion Picture Association of America (MPAA) eine „R“-Bewertung. Dies hat zur Folge, dass Jugendliche unter 17 Jahren nur in Begleitung eines Elternteils oder Erwachsenen den Film besuchen können. In Deutschland startete Babel am 21. Dezember 2006.
Die Produktionskosten wurden auf rund 25 Millionen US-Dollar geschätzt. Der Film spielte in den Kinos weltweit rund 135 Millionen US-Dollar ein, davon rund 34 Millionen US-Dollar in den Vereinigten Staaten und rund 7,9 Millionen US-Dollar in Deutschland.

## Hintergrund
Das Casting Rinko Kikuchis zog sich über den Zeitraum von rund einem Jahr hin, bis sie den Zuschlag für die Rolle der Chieko erhielt. Die Besetzung der Rolle Yussefs durch Boubker Ait El Caid erfolgte bedeutend schneller. Iñárritu engagierte diesen, nachdem er ihn auf einem örtlichen Platz Fußball spielen sah.
Brad Pitt als Bewunderer Iñárritus verzichtete auf eine Rolle in dem von ihm 2006 mitproduzierten Film Departed – Unter Feinden zu Gunsten des Films Babel.
Obwohl Adriana Barraza unter langwierigen Herzproblemen litt, entschied sie sich nicht nur dafür, 16 Kilogramm für ihre Rolle zuzunehmen, sondern zudem die achtjährige Elle Fanning während der zweitägigen Dreharbeiten in der kalifornischen Wüste zu tragen.
Als 17 Tage vor den geplanten Dreharbeiten in Marokko noch keine Statisten per Casting gefunden worden waren, warb man öffentlich über Rundfunk, Fernsehen sowie Aushänge in den Moscheen für die Teilnahme an den Dreharbeiten. Binnen 24 Stunden meldeten sich über 200 Interessierte, die nahezu allesamt in der abschließend veröffentlichten Fassung zu sehen sind.
Zähe bürokratische Prozesse verhinderten eine rechtzeitige Drehgenehmigung für die im Auto spielende Szene mit Chieko und ihrem Vater. Daher verursachte das Filmteam einen künstlichen Verkehrsstau und begann die Aufnahmen ohne Genehmigung. Bereits während der Filmaufzeichnungen begannen die örtlichen Behörden mit der Fahndung nach dem Filmteam.
Nahezu sämtliche Szenen des Films wurden mit Handkameras gedreht.
Weil der Film zu unterschiedlicher Zeit auf verschiedenen Kontinenten entstand, trafen einige der beteiligten Darsteller erst bei der Filmpremiere aufeinander.

## Kritiken
Andreas Borcholte vom Spiegel resümiert: „Angesichts einer Laufzeit von fast zweieinhalb Stunden und einer Story, die als moderne Parabel auf den biblischen Turmbau angekündigt wurde, wappnete man sich für die nächste Strapaze, doch Iñárritu vollbrachte mit seinem erstaunlichen und mitreißenden Film das Wunder, dem Festivalpublikum neuen Mut zu verleihen […] Iñárritu schafft es mit eindringlichen Szenen, die vom bewährten Brokeback Mountain-Team Rodrigo Prieto (Kamera) und Gustavo Santaolalla (Musik) traumhaft inszeniert werden: Brad Pitt [liefert …] mit tiefen Runzeln und meliertem Haar eine seiner bisher besten Rollen ab.“
Martin Rosefeldt aus der Redaktion des Fernsehsenders ARTE ist der Meinung, Babel sei „dennoch kein größenwahnsinniger Film. […] Iñárritus Episoden sind wesentlich intimistischer als in seinen ersten beiden Filmen. Die Aufmerksamkeit des Regisseurs richtet sich auf die Verletzlichkeit und Zerbrechlichkeit seiner Figuren, wie sie in einer psychologischen Ausnahmesituation hinter dem verinnerlichten sozialen Code und seinen erlernten Kommunikationsregeln zum Vorschein kommt.“
Im Hollywood Reporter schreibt Ray Bennett, der Film sei „angespannt, unnachgiebig und manchmal schwierig zu verfolgen. […] Brad Pitt, Cate Blanchett und Gael García Bernal geben engagierte Ensembleleistungen neben bewährten Charakterdarstellern und Laiendarstellern.“
Karl Hafner urteilte für den Tagesspiegel: „Neben allen Mitteilungsproblemen gibt es bei ihm eine universelle Grammatik der Gesten und Gesichtsausdrücke, die beredt werden, wenn keine Sprache mehr möglich ist. In der Angst oder in der Freude, in der Panik oder im Gefühl des Verlusts werden die Gesichter gleich. Da ist es egal, ob jemand aus dem amerikanischen Mittelstand kommt, muslimischer Schafhirte oder japanischer Teenager ist.“
Hanns-Georg Rodek schrieb für Die Welt: „Es ist die filmische Illustration der Schmetterlingstheorie, wonach ein Flügelschlag auf einem Kontinent einen Sturm auf einem anderen auszulösen vermag […] Iñárritu [scheint] mehr und mehr in [die] hollywoodeske Wir-sind-doch-alle-Brüder-Duselei abzutreiben […] Babel ist ein versöhnlerischer Film, in dem niemand an nichts wirklich schuldig wird […].“
Andrew O’Hehir resümierte für Salon.com: „Wir sind alle verbunden, unsere Erfahrungen von Freude und Leid sind sich sehr ähnlich, dennoch können wir das Bewusstsein des anderen immer nur in flüchtigen Augenblicken für Sekundenbruchteile durchdringen. […] Was für ein Aufwand hier getrieben wurde, damit Cate Blanchett auf schmutzigem Boden liegen kann und ächzen. […] Es ist ein guter Film, oder genauer gesagt, es sind mehrere zusammengeworfene Stücke guten Kinos.“
Esther Buss von Jungle World lobt den Film und seinen Regisseur: „Das Timing ist immer perfekt. […] Seit Filmen wie Traffic, Syriana oder auch L.A. Crash ist diese Form der Parallelmontage zu einer regelrechten Disziplin avanciert. […] Iñárritu treibt seine Figuren unermüdlich in Extremsituationen, darin ist er geradezu intensitätssüchtig. […] Letztlich bekommt man noch das Gefühl, man müsse sich für die Gnade des versöhnlichen Endes bedanken.“
Mick LaSalle vom San Francisco Chronicle ist der Meinung, dem Film gelinge die Vereinigung der vier Einzelgeschichten nicht hinreichend: „Denk mal darüber nach: Eine Figur verblutet gerade in Marokko. Interessiert dich da wirklich, ob Chieko einen Freund hat oder ob es die freundliche Nanny schafft, bei der Hochzeit ihres Sohnes in Mexiko zu sein? Sollte es das? […] Es bleiben einfach vier ungleiche Geschichten, nicht eine.“
Travis Mackenzie Hoover aus der Redaktion von Film Freak Central tut den Film als „Gefühlspornografie“ ab.
epd Film urteilt: „Iñárritus handwerklich virtuoser Episodenfilm zielt aufs Gefühl, nicht auf den Intellekt: Seine Themen und Motive – globale Verflechtung, kulturelle Differenz, menschliche Hybris – sind eher unspezifisch und manchmal sogar klischeehaft bebildert.“
Babel wurde sowohl als Kinotipp der katholischen Filmkritik als auch als Film des Monats (Dezember 2006) der Jury der Evangelischen Filmarbeit ausgewählt.
Der deutsche Regisseur Fatih Akın erklärte, dass Babel ihm eine echte Hilfe gewesen sei, zu verstehen, wie ein dramaturgisches Konzept nicht funktioniert, und es in seinem Film Auf der anderen Seite besser anzugehen.

## Auszeichnungen
Nachdem Alejandro González Iñárritus Langspielfilmdebüt Amores Perros im Jahr 2000 bei der Kritikerwoche debütierte, schaffte es der Filmemacher sechs Jahre später mit Babel bei den 59. Internationalen Filmfestspielen von Cannes zum ersten Mal, im Wettbewerb des renommierten Filmfestivals an der Côte d’Azur vertreten zu sein, wo er unter anderem mit dem Preis für die beste Regie und dem Preis der Ökumenischen Jury ausgezeichnet wurde. US-amerikanische Kritikerverbände ignorierten dagegen weitgehend das Drama, honorierten aber die Leistung des Schauspielensembles und insbesondere das Spiel der beiden Nebendarstellerinnen Rinko Kikuchi und Adriana Barraza. Bei der Verleihung der Golden Globe Awards am 15. Januar 2007 galt Babel mit sieben Nominierungen als Favorit, konnte sich aber nur als bestes Filmdrama gegen die Konkurrenz durchsetzen. Bei der Verleihung des British Academy Film Award am 11. Februar 2007 folgten sieben Nominierungen, doch nur Filmkomponist Gustavo Santaolalla konnte den wichtigsten britischen Filmpreis erringen. Bei den Oscars am 25. Februar 2007 galt Babel mit sieben Nominierungen wiederum als Favorit, konnte die Erwartungen allerdings nicht erfüllen und gewann lediglich den Preis für die Beste Filmmusik (ähnlich erging es auch Clint Eastwoods Letters from Iwo Jima).
| Oscar 2007 - Beste Filmmusik - nominiert in den Kategorien - Bester Film - Beste Regie - Beste Nebendarstellerin (Adriana Barraza) - Beste Nebendarstellerin (Rinko Kikuchi) - Bestes Original-Drehbuch - Bester Schnitt British Academy Film Awards 2007 - Beste Filmmusik - nominiert in den Kategorien - Bester Film - Beste Regie - Bestes Original-Drehbuch - Beste Kamera - Bester Schnitt - Bester Ton Golden Globe Awards 2007 - Bester Film – Drama - nominiert in den Kategorien - Beste Regie - Bester Nebendarsteller (Brad Pitt) - Beste Nebendarstellerin (Adriana Barraza) - Beste Nebendarstellerin (Rinko Kikuchi) - Bestes Drehbuch - Beste Filmmusik Broadcast Film Critics Association Awards 2007 - nominiert in den Kategorien - Bester Film - Beste Nebendarstellerin (Adriana Barraza) - Beste Nebendarstellerin (Rinko Kikuchi) - Bestes Schauspielensemble - Bestes Drehbuch - Bester Filmkomponist - Bester Soundtrack Internationale Filmfestspiele von Cannes 2006 - Beste Regie - Preis der Ökumenischen Jury - Großer Preis der Technik (Stephen Mirrione) - nominiert für die Goldene Palme als bester Film César 2007 - nominiert als bester ausländischer Film David di Donatello 2007 - Bester ausländischer Film | Chicago Film Critics Association Awards 2006 - Beste Nebendarstellerin (Rinko Kikuchi) - nominiert in den Kategorien - Bester Film - Beste Regie - Bester Nebendarsteller (Brad Pitt) - Beste Nebendarstellerin (Adriana Barraza) - Beste Nachwuchsdarstellerin (Rinko Kikuchi) - Bestes Original-Drehbuch - Beste Filmmusik - Beste Kamera Directors Guild of America 2007 - nominiert in der Kategorie Beste Regie Gotham Awards 2006 - Breakthrough Award (Rinko Kikuchi) - Bestes Schauspielensemble National Board of Review 2006 - Best Breakthrough Performance (Rinko Kikuchi) Online Film Critics Society Awards 2007 - nominiert in den Kategorien - Bester Film - Beste Regie - Beste Nebendarstellerin (Adriana Barraza) - Beste Nebendarstellerin (Rinko Kikuchi) - Beste Nachwuchsdarstellerin (Rinko Kikuchi) - Bestes Original-Drehbuch - Beste Filmmusik - Beste Kamera - Bester Schnitt Palm Springs International Film Festival 2007 - Beste Regie San Francisco Film Critics Circle 2006 - Beste Nebendarstellerin (Adriana Barraza) Satellite Awards 2006 - Beste Filmmusik - nominiert in den Kategorien - Bester Film – Drama - Beste Regie - Bester Nebendarsteller (Brad Pitt) - Beste Nebendarstellerin (Rinko Kikuchi) - Bestes Original-Drehbuch - Bester Schnitt - Bester Ton Screen Actors Guild Awards 2007 - nominiert in den Kategorien - Beste Nebendarstellerin (Adriana Barraza) - Beste Nebendarstellerin (Rinko Kikuchi) - Bestes Schauspielensemble |